# Добричина
„Добричина” је југословенски кратки филм из 1966. године. Режирао га је Бранко Белан који је написао и сценарио.

## Улоге
| Глумац         | Улога |
| -------------- | ----- |
| Перо Сењановић |       |
| Милан Срдоч    |       |